# 4 Pułk Ułanów (Królestwo Kongresowe)

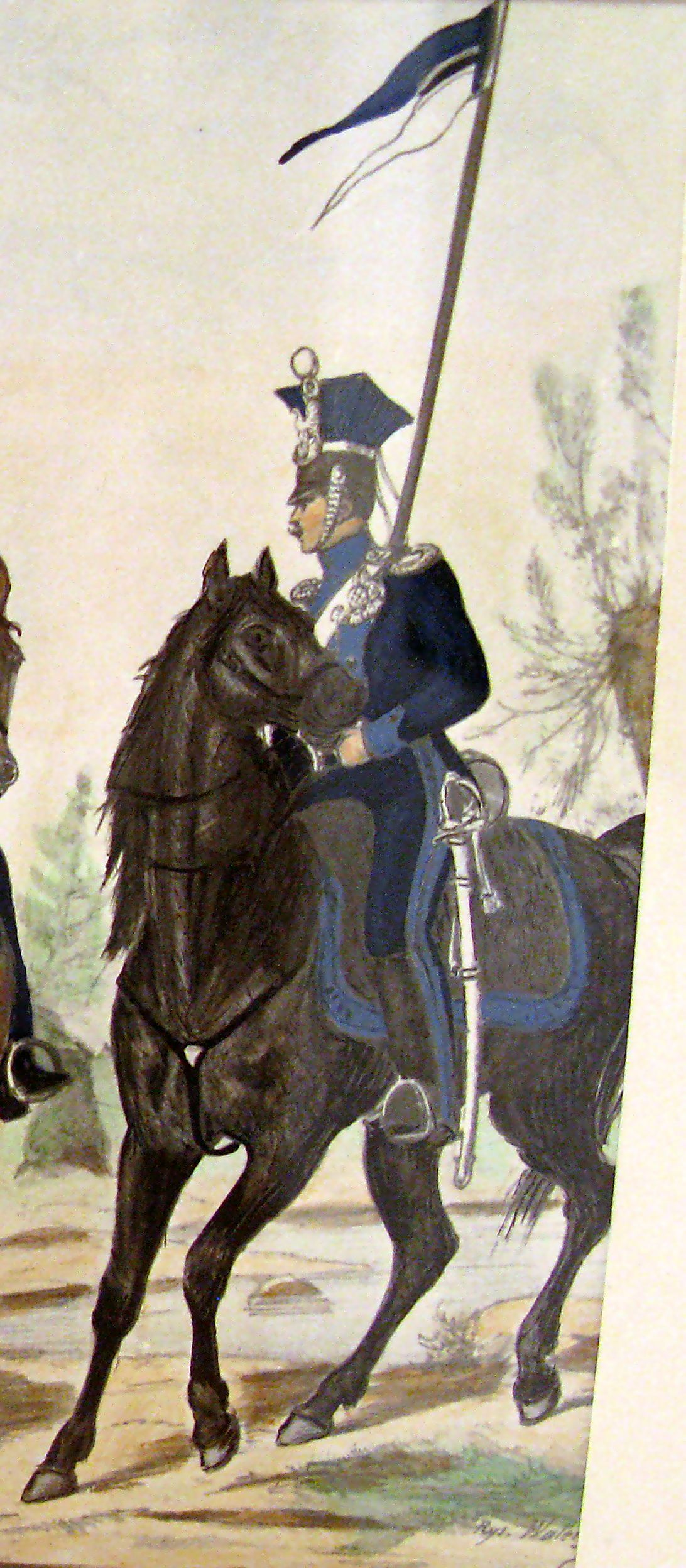
Ułan 4 Pułku w czasie powstania listopadowego

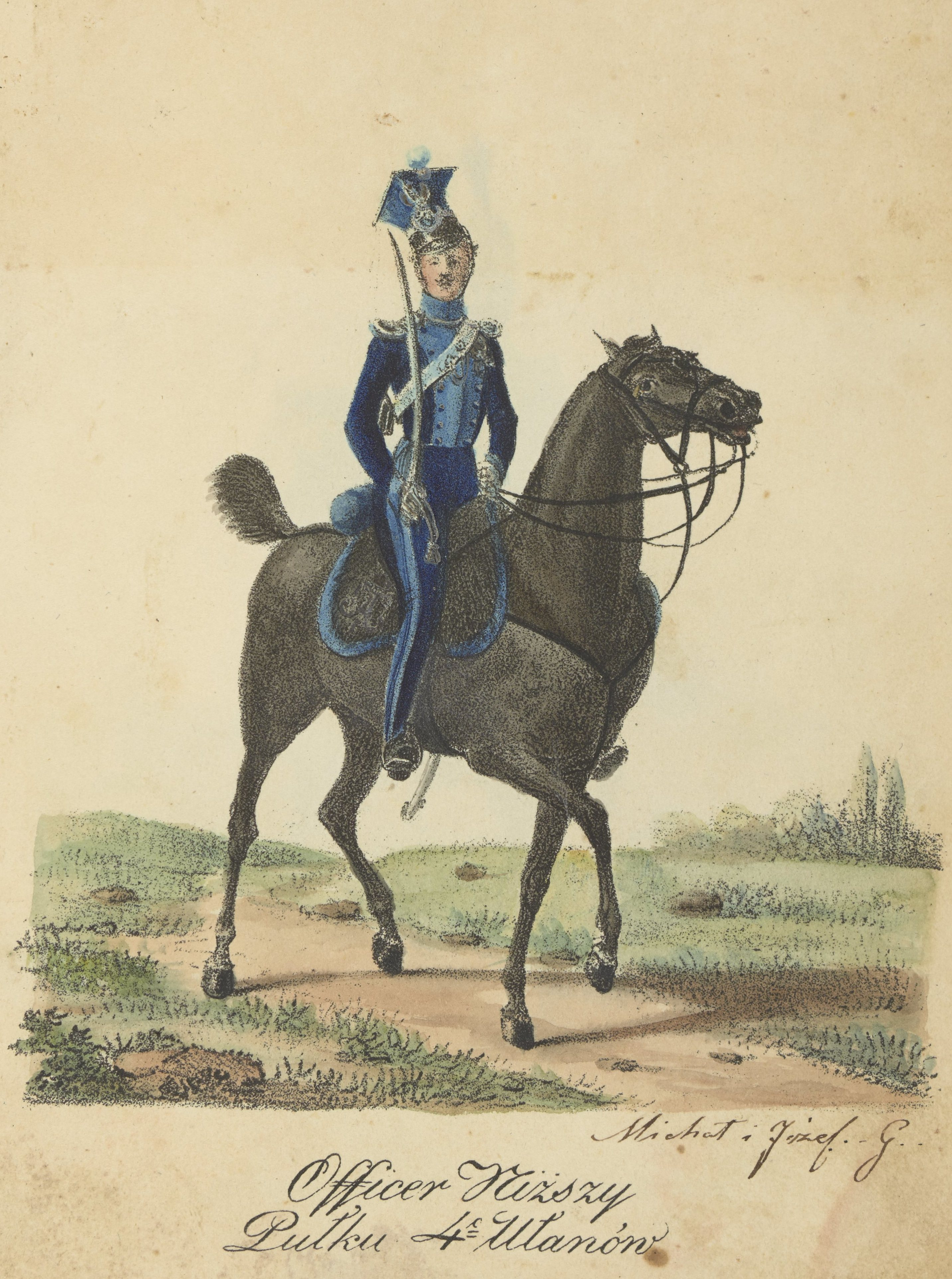
Oficer 4 Pułku Ułanów na litografii Józefa Lexa (1826)

4 Pułk Ułanów – oddział jazdy Wojska Polskiego Królestwa Kongresowego. 

## Formowanie i zmiany organizacyjne
Utworzony w 1815 roku w Augustowie. Składał się z czterech szwadronów i piątego rezerwowego. Szwadrony pierwszy i drugi stanowiły 1 dywizjon, a trzeci i czwarty wchodziły w skład 2 dywizjonu. Szwadron dzielił się na dwa półszwadrony, każdy półszwadron na dwa plutony, każdy pluton na półplutony czyli sekcje. Pluton dzielił się także na oddziały, czyli trójki, po trzy roty każdy.
Pułk wchodził w skład 2 Brygady Dywizji Ułanów Królestwa Kongresowego.
30 listopada 1816 roku Naczelny Wódz podporządkował pułk dowódcy Brygady Gwardii Konnej na czas jego pobytu w Warszawie.

## Ubiór
Barwą pułku był kolor niebieski.
Kurtka ułańska granatowa z wyłogami i wypustkami i kołnierzem barwy niebieskiej.
Czapka barwy niebieskiej. Na kokardach przy czapkach oficerowie nosili złocone krzyże kawalerskie.
Kołnierze na surdutach, lejbikach i płaszczach barwy niebieskiej.
Na guzikach i na czapkach  numer 4.

Chorągiewki ułanów były koloru niebiesko-białego.

## Miejsce dyslokacji w 1830
Stanowisko: województwo lubelskie i podlaskie.
- sztab – Chełm
- 1 szwadron – Horodło
- 2 szwadron – Chełm
- 3 szwadron – Dubienka
- 4 szwadron – Włodawa
- rezerwa – Sokołów

## Konie
Pułk posiadał konie kare. 
- 1 szwadron –  konie jednostajnej maści
- 2 szwadron – konie mogły mieć gwiazdki na czole
- 3 szwadron – konie mogły mieć gwiazdki, strzałki i pęciny
- 4 szwadron –  konie mogły mieć łysiny
- trębacze – konie gniado–srokate

Konie żołnierskie miały ogony obcięte do kolon i przerywane. Konie oficerskie – anglizowane.

## Żołnierze pułku
Dowódcy:
- płk Jan Leon Kozietulski,
- płk Andrzej Ruttié (od 1821),

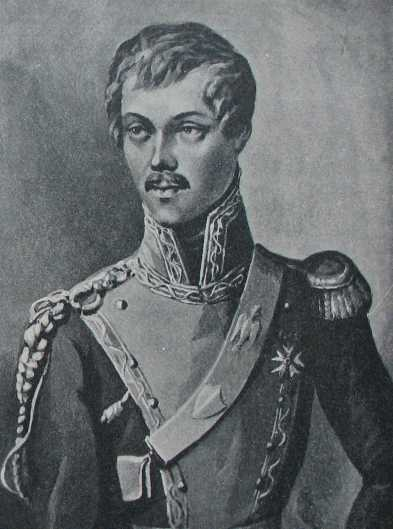
Jan Leon Kozietulski

- ppłk Wincenty Trzebychowski (od 25 lutego 1831 płk; zmarł 27 lutego 1831),
- płk Ignacy Żeliński (od 7 marca 1831),
- ppłk Wojciech Łączkowski (od 27 września 1831)

Oficerowie:
- Michał Józef Zamoyski

## Walki pułku
Pułk brał udział w walkach w czasie powstania listopadowego.
Bitwy i potyczki:
- Siedlce (7 lutego)
- Stoczek (14 lutego)
- Boimie (16 lutego)
- Wawer (19 lutego)
- Grochów (25 lutego)
- Kurów (3 marca)
- Dębe Wielkie, Jędrzejów (1 kwietnia)
- Stoczek, Osiny (3 kwietnia)
- Boreml (19 kwietnia)
- Kołacz (21 kwietnia)
- Wężyczyn, Kuflew (25 kwietnia)
- Jędrzejów (13 maja)
- Siedlce (23 maja)
- Mińsk (14 lipca)
- Koło (3 sierpnia)
- Wilanów (25 sierpnia)
- Warszawa (6 i 7 września).

Za zasługi w walkach pułk otrzymał 1 krzyż kawalerski, 22 złote i 23 srebrne.